# Kirschsteiniothelia thujina
Kirschsteiniothelia thujina är en lavart som först beskrevs av Peck, och fick sitt nu gällande namn av David Leslie Hawksworth. Kirschsteiniothelia thujina ingår i släktet Kirschsteiniothelia, klassen Dothideomycetes, divisionen sporsäcksvampar och riket svampar.   Inga underarter finns listade i Catalogue of Life.